# Selica
Selicama se nazivaju životinje općenito, koje pojedina godišnja doba provode u različitim područjima. No, kako je ova pojava najpoznatija kod ptica, najčešće se pod ovim nazivom misli upravo na njih, nazivajući ih pticama selicama (za druge životinje, češće se koriste izrazi izvedeni iz pojma migracija). 
Procjenjuje se, da se godišnje seli oko 50 milijardi ptica, od toga oko 5 milijardi između Europe i Afrike.
Mnoge ptice selice koje u područjima Srednje Europe provode ljeto, zimi odlaze u topliju Južnu Europu ili Sjevernu Afriku. Takve vrste nazivaju se selicama na kraće udaljenosti. Druge odlaze u Južnu Afriku i smatra ih se selicama "dugoprugašima". Pored toga, u područja srednje Europe na zimovanje dolaze neke ptice iz Skandinavije ili Sibira. Tako mnoge arktičke vodene ptice zimuju na obalama Sjevernog mora i uz njene pritoke. I mnoge pjevice Sjeverne i Istočne Europe dolaze u topliju unutrašnjost Zapadne i Srednje Europe. Vjeruje se, da se za orijentiranje koriste magnetizmom i konstelacijom zvijezda.
Još jedan razlog da ptice ljeti idu na sjever je i dužina dnevne svjetlosti. Bitno duže vrijeme insolacije omogućuje im i duže vrijeme za potragu za hranom neophodnom što je vrlo povoljno za podizanje mladunaca. 
Za praćenje seobe ptica koristi se prstenovanje, uključujući i dokumentaciju o tome.
U rujnu 2007. je izviješteno, da je ženka jedne vrste šljuka (s oznakom "E7") preletjela 11.500 km dug put od Aljaske do Novog Zelanda bez zaustavljanja i odmora. Ptica je bila jedna od više njih opremljenih s odašiljačem. Time ova ptica drži, koliko je poznato, rekord u neprekidnoj dužini leta ptica selica.